# Scoparia pyralella

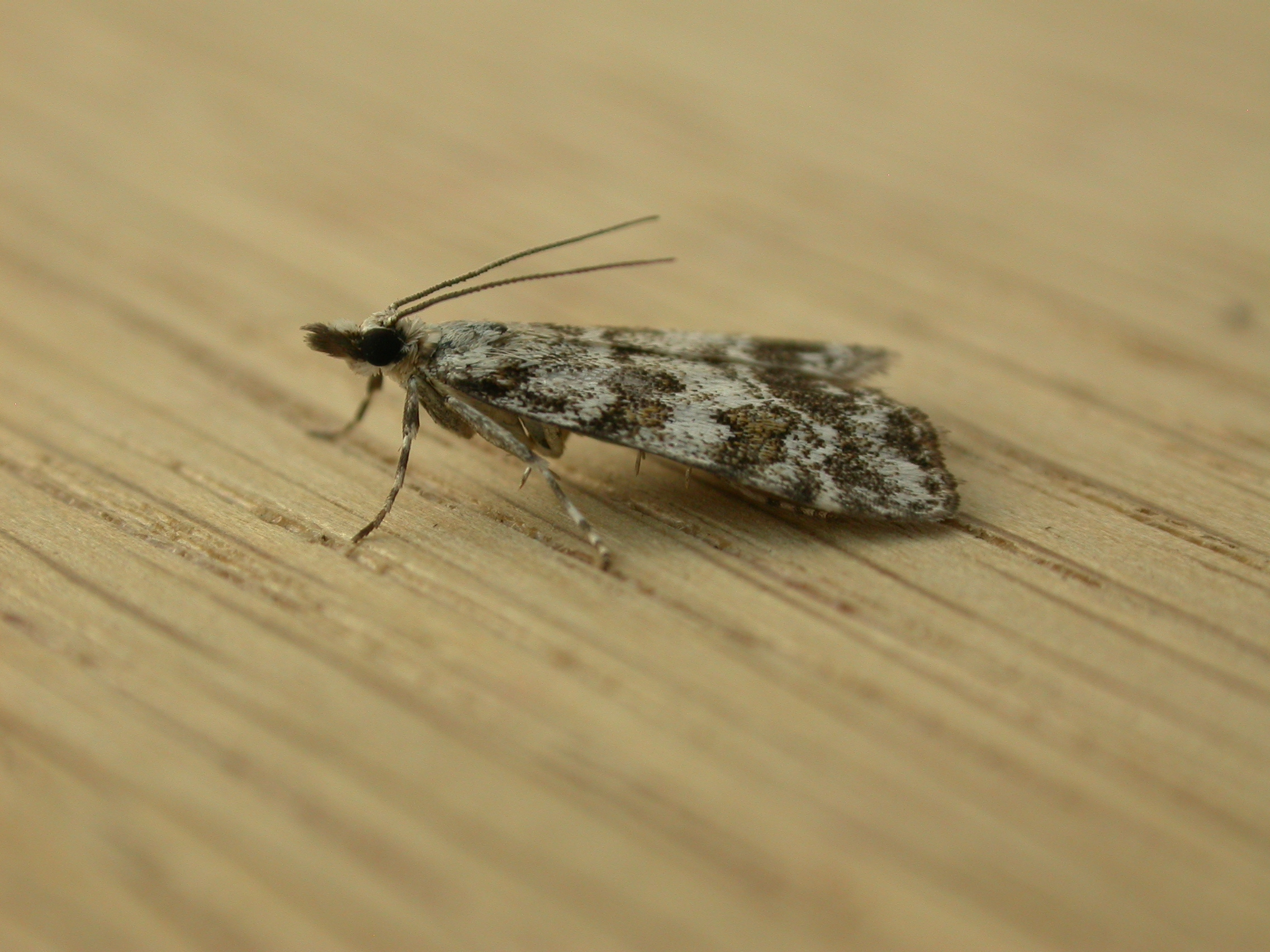
Seitenansicht

Scoparia pyralella ist ein Zünslerfalter aus der Familie der Crambidae.

## Merkmale
Die Flügelspannweite der Falter beträgt zwischen 17 und 22 mm. Die Vorderflügel weisen ein charakteristisches Muster aus blassbraunen Flecken auf. Die Hinterflügel sind überwiegend weißlich. Lediglich die Submarginalregion ist blassbraun.

## Vorkommen
Das Verbreitungsgebiet dieser Art umfasst weite Teile Europas und reicht von Fennoskandinavien und den Britischen Inseln im Norden bis in den Mittelmeerraum im Süden. Die Art gilt als relativ häufig.

## Lebensweise
Die Flugzeit der Falter dauert von Mai bis August. Man beobachtet die Schmetterlinge hauptsächlich in den Monaten Juni und Juli. Ihr typischer Lebensraum sind Offenlandbiotope. Die überwiegend nachtaktiven Falter findet man häufig tagsüber an Baumstämmen ruhend. Die Raupen ernähren sich von am Boden liegenden welken Blättern, Pflanzenresten und vom Jakobs-Kreuzkraut. Offenbar gab es eine erfolgreiche Zucht einer Raupe, die an den verwelkten Grundblättern eines Spitzwegerichs gefunden wurde.